# Letty Ketterley
Letitia Ketterley (Engels: Letitia Ketterley) of tante Letty (Engels: aunt Letty) is een personage uit Het neefje van de tovenaar van De Kronieken van Narnia door C.S. Lewis.
Letty is de zus van Andreas Ketterley en Mabel Kirke, de moeder van Digory Kirke.
Ze verzorgt de moeder van Digory, Mabel Kirke, op haar ziekbed en zorgt ervoor dat Andreas geen kans krijgt om met Digory te praten omdat ze hem niet vertrouwt. Samen praten ze al lang niet meer met elkaar.
Ze is een sterke vrouw, die wel tegen een stootje kan. Als ze door Jadis door de kamer wordt gegooid, is ze snel bij zinnen en in staat om snel de politie te waarschuwen. Letty heeft altijd aan de kant gestaan van haar zus Mabel en Digory.